# Weir, Kansas
Weir är en ort i Cherokee County i Kansas. Orten har fått sitt namn efter markägaren T.M. Weir. Vid 2010 års folkräkning hade Weir 686 invånare.